# Parti rénovateur institutionnel de l'action nationale

logo du Parti rénovateur institutionnel de l'action nationale

Le Parti rénovateur institutionnel de l'action nationale (Partido Renovador Institucional de Acción Nacional) est un parti politique populiste de droite de l'Équateur. Lors des élections législatives du 20 octobre 2002, le parti obtient 10 sièges sur 100. 
Son candidat Álvaro Noboa, le « roi de la banane », arrive en tête au premier tour de l'élection présidentielle avec 17,4 % des votes[Quand ?].